# I Want to Hold Your Hand/This Boy
"I Want to Hold Your Hand/This Boy" er den femte officielle singleudgivelse fra det engelske rockband The Beatles,  og den udkom på Parlophone den 29. november 1963. Singlen havde i Storbritannien over en million forhåndsbestillinger, hvilket bragte den meget hurtigt til tops på hitlisterne. Den amerikanske udgave af singlen "I Want to Hold Your Hand/I Saw Her Standing There" var gruppens første amerikanske hit, der nåede nr. 1.

## Komposition
Begge numre er skrevet af Paul McCartney og John Lennon som et komplet samarbejde ifølge Paul McCartney, der udtrykker det som "very co-written".
The Beatles manager Brian Epsteins største bekymring var på dette tidspunkt Capitol Records' afvisning af gruppens indspilninger i USA, og han opfordrede Lennon og McCartney til at skrive en sang for at appellere specifikt til det amerikanske marked. The Beatles producer George Martin havde dog ikke nogle specifikke erindringer om dette, idet han mente, at Capitol ikke havde noget andet alternativ end at udgive I Want to Hold Your Hand på grund af stigende efterspørgsel efter gruppens materiale.
"I Want to Hold Your Hand" blev skrevet i kælderen hos Paul McCartneys kæreste Jane Ashers forældre på 57 Wimpole Street, London, hvor Paul McCartney netop var flyttet ind, så denne adresse blev kortvarigt Lennon og McCartneys nye skrivebase efter McCartneys barndomshjem på Forthlin Road i Liverpool. John Lennon har fortalt om, hvordan de sad sammen, og der pludselig kom den rigtige akkord fra Paul McCartney, og John sagde: "Der er den". Det var sådan, de gjorde, ifølge John, at "spille lige ind i hinandens næser".
This Boy, der er en flot trestemmig ballade, blev skrevet på et tidspunkt, de var ude at spille. Paul McCartney har fortalt om det:
 This Boy var en anden "hotel-værelsessang", to enkeltsenge, en eftermiddag et sted, hvor vi var ankommet omkring klokken et. Vi havde et par timer at dræbe. Så vi tænkte: Nå, lad os skrive en sang.

## Indspilning
Singlen blev indspillet den 17. oktober 1963 og blev produceret af George Martin.
Der var to sessioner: 14.30-17.30 og 19.00-22.00, hvor the Beatles tog sig af tre forskellige projekter: de båndede A- og B-siderne af deres femte single, de forsøgte at forbedre en indspilning til det nye album og de indspillede også nogle skøre indfald til The Beatles' første "Christmas Record", der blev distribueret gratis til medlemmer af deres officielle fanklub.
Sessionerne kom også til at markere begyndelsen på en ny æra for Beatles på EMI: fire-spors optagelse, der indvarslede helt nye indspilningsprocesser og tillod gruppen at bruge faciliteterne mere eksperimentelt. De behøvede ikke længere at indspille alle instrumenter live i studiet – selvom de nogle gange fortsatte med netop dette. "I Want to Hold Your Hand" og den udsøgte trestemmige harmonisang "This Boy", begge progressive Lennon-McCartney-numre, var de første til at nyde godt af de fire spor. Der blev lavet 17 optagelser af begge numre.
Denne dag forsøgte de også at lave en fire-spors-indspilning (Take nr. 12) af You Really Got A Hold On Me til albummet With the Beatles. Dette opgav de dog.
"I Want to Hold Your Hand" blev senere indspillet i en tysk udgave, da den tyske afdeling af EMI Electrola Gesellschaft (moderselskabet til Beatles' britiske pladeselskab Parlophone Records) mente, at den eneste måde at sælge Beatles-plader på i Tyskland ville være at genindspille dem på det tyske sprog. Den 29. januar 1964 indspillede de "Komm, gib mir deine hand" sammen med "Sie liebt dich" i Pathe Marconi Studios i Paris, hvor gruppen var på et 19-dages koncertarrangement i Olympia Theatre. George Martin producerede de to numre. Han var ankommet sammen med sin lydtekniker Norman Smith. De indspillede ny vokal over det originale backingtrack til "I Want to Hold Your Hand". "Sie liebt dich" blev indspillet helt fra bunden. Begge sange blev oversat af den luxembourgske musiker Camillo Felgen under pseudonymet "Jean Nicolas". The Beatles foretog også fire indspilninger af deres næste singles A-side: Can't Buy Me Love denne dag. Bortset fra enkelte "overdubs" var nummeret faktisk færdigt. Disse blev foretaget den 25. februar i London.

## Udgivelse
I løbet af oktober måned opfandt pressen udtrykket Beatlemania for at beskrive den ekstreme fanatiske tilbedelse, der opstod under bandets koncertoptrædener. Så fokus på The Beatles var nu ekstraordinær og voksende.

### Storbritannien
Singlen blev udgivet i Storbritannien den 29. november 1963, og var gruppens første julesingle. Der var forudbestillinger på over en million eksemplarer. Allerede så tidligt som den 5. november, dagen efter at singleudgivelsen var blevet annonceret og 24 dage før udgivelsen, var forubestillingerne på en halv million eksemplarer. Den røg direkte ind på hitlisterne, hvor forgængeren She Loves You/I'll Get You havde førstepladsen for anden gang. Inden for en uge havde den overtaget førstepladsen og dens forgænger optog nu andenpladsen. Det var første gang i Storbritannien, at en kunstner overtog sin egen førsteplads med en anden udgivelse. Den holdt førstepladsen i fem uger og blev på listerne for yderligere 15 uger og vendte tilbage for en uge den 16. maj 1964.

### USA
EMI og Brian Epstein overbeviste endelig det amerikanske pladeselskab Capitol Records, det amerikanske datterselskab af EMI, om, at Beatles kunne få indflydelse i USA, hvilket førte til udgivelsen af "I Want to Hold Your Hand" som single med I Saw Her Standing There på B-siden den 26. december 1963. Capitol havde tidligere gjort modstand mod at udgive Beatlesoptagelser i USA. Dette resulterede i, at de relativt beskedne Vee-Jay og Swan labels udgav gruppens tidligere Parlophone-modstykker i USA. En voksende interesse for gruppen og starten på Beatlemania sammenholdt med en masse promovering gjorde, at efterspørgslen var ekstremt stor. Capitol havde haft til hensigt at udgive "I Want to Hold Your Hand" i begyndelsen af 1964, for at få det til at falde sammen med The Beatles' første optræden i Ed Sullivan Show. Udgivelsesdatoen blev dog rykket frem på grund af ekstatiske reaktioner fra radiolyttere. 
Alene i løbet af de første tre dage var en kvart million eksemplarer allerede blevet solgt (10.000 eksemplarer i New York City hver time). Capitol var så overbelastet af efterspørgslen, at det måtte overdrage en del af jobbet med at trykke eksemplarer til Columbia Records og RCA.
Singlen blev et kæmpehit og The Beatles' allerførste amerikanske nr. 1 hit. Den 18. januar 1964 kom singlen på hitlisten og blev der i 15 uger. Den 1. februar opnåede Beatles endelig deres første nummer et på Billboard, hvilket lignede succesen for en anden britisk gruppe, Tornados med "Telstar", som toppede Billboard-hitlisten i tre uger i december 1962. "I Want to Hold Your Hand" afgav endelig førstepladsen efter syv uger, efterfulgt af sangen, de havde slået fra toppen i Storbritannien: "She Loves You". "I Want to Hold Your Hand"-singlen solgte omkring fem millioner eksemplarer alene i USA.
"I Want to Hold Your Hand"-singlen startede The British Invasion i USA, og efter The Beatles' succes fik en del engelske grupper inklusive The Rolling Stones, The Kinks, The Hollies og Herman's Hermits hitlistesucces i løbet af 1964 og derefter.

## Musikere
- John Lennon – sang, rytmeguitar, håndklap
- Paul McCartney – sang, bas, håndklap
- George Harrison – singleguitar, baggrundssang, håndklap
- Ringo Starr – trommer, håndklap